# Rudolf von Schreiber
Rudolf von Schreiber (* 1. Juli 1848 in Ansbach; † 11. Juni 1911 in Seeheim (Münsing)) war ein deutscher Jurist und Politiker.

## Leben
Als Sohn eines Gymnasialprofessors geboren, ging Schreiber auf das Gymnasium in Ansbach. Er studierte Rechtswissenschaften in Erlangen, Leipzig und Jena. Während seines Studiums wurde er 1866 Mitglied der Burschenschaft der Bubenreuther Erlangen. Im Deutsch-Französischen Krieg 1870/71 diente er als Kriegsfreiwilliger im 6. Infanterieregiments des 6. Jägerbataillons, in dem er zum Leutnant der Reserve befördert wurde. Nach seinem 1871 begonnenen juristischen Vorbereitungsdienst machte er 1874 sein Assessorexamen. In den Jahren 1884 bis 1886 machte er als Schriftleiter der Augsburger Allgemeinen Zeitung eine praktische Ausbildung in Volkswirtschaft. Er arbeitete als Sekretär der Münchner Handelskammer und wurde königlicher Bezirksassessor. 1886 ging er als Sekretär in die Geheime Staatskanzlei des bayerischen Prinzregenten Luitpold von Bayern, dem er als Berater diente. 1890 wurde er königlicher Bezirksamtmann in Bad Tölz. 1894 wurde er zum Regierungsrat ernannt und ging 1896 ins Bayerische Innenministerium. Es folgte die Beförderung zum Oberregierungsrat und 1902 zum Ministerialrat. Er arbeitete als Staatskommissar bei der Hypotheken- und Wechselbank und wurde zum königlichen Wirklichen Geheimrat (Ministerialdirektor) ernannt. 1909 ging er in den Ruhestand. Er wurde mit dem Verdienstorden der Bayerischen Krone (Ritterkreuz) ausgezeichnet. Er veröffentlichte zur Gewerbeordnung für das deutsche Reich.